# Comté de Bagot
Pour les articles homonymes, voir Bagot.
Le comté de Bagot [baɡɔt] était un comté municipal du Québec ayant existé entre 1855 et le début des années 1980. Le territoire qu'il couvrait fait aujourd'hui partie de la région de la Montérégie et est réparti entre les MRC d'Acton et  Les Maskoutains. Son chef-lieu était le village de Saint-Liboire, mais Acton Vale était la ville la plus importante.

## Municipalités situées dans le comté
- Acton Vale
- Saint-Dominique
- Sainte-Rosalie (aujourd'hui fusionnée à Saint-Hyacinthe)
- Saint-Liboire
- Saint-Simon-de-Ramesay
- Saint-Théodore-d'Acton
- Upton